# 多米弟益
多米 弟益（ため の おとます、生没年不詳）は、平安時代初期から前期にかけての官人。姓は宿禰。官位は外従五位下・下野権介。

## 出自
多米氏（多米連）は、大炊（宮廷の炊職として米の精白・炊飯を実施）を担当した品部である多米部の伴造氏族。神魂命五世の孫の天日鷲命を祖とする天神系氏族で、その四世孫の小長田命が成務朝で大炊寮に仕え、献上した御飯が香美であったことから、多米連の氏姓を与えられたという。タメの呼称は飲食物の総称であるタメツモノ（善味の意味）に由来する。天武朝において八色の姓の制定を通じて、一部は宿禰姓に改姓した。

## 経歴
左大史を経て、天安2年（858年）大外記と、文徳朝から清和朝初頭にかけて文書作成を掌る官職を務める。この間の貞観2年（860年）4月に平安京および諸国に対して仁王経が講じられたが、弟益はこの行事司の一人に任ぜられている。
同年11月に外従五位下に叙せられ、翌貞観3年（861年）山城介に任ぜられると、貞観11年（869年）下野権介と、以降は一転して地方官を歴任した。

## 官歴
注記のないものは『日本三代実録』による。
- 時期不詳：左大史
- 天安2年（858年） 正月22日：大外記[4]。3月：兼勘解由次官[4]
- 時期不詳：正六位上
- 貞観2年（860年） 2月26日：行事司（講仁王経）。11月16日：外従五位下
- 貞観3年（861年） 正月13日：山城介
- 貞観11年（869年） 2月16日：下野権介